# Warcraft: Orcs and Humans
Vous lisez un « bon article » labellisé en 2011.
Warcraft: Orcs and Humans est un jeu vidéo de stratégie en temps réel (STR) développé par Blizzard Entertainment. La version PC, fonctionnant sous MS-DOS, est publiée par Interplay Entertainment en novembre 1994 et la version pour Macintosh en 1996. Sa suite Warcraft II: Tides of Darkness qui sort en 1995 devient le principal rival de Command and Conquer des studios Westwood et contribue avec celui-ci à la popularisation des STR dans les années 1990. Le jeu est le premier succès commercial de Blizzard Entertainment et est accueilli avec enthousiasme par la presse spécialisée. Il obtient ainsi plusieurs récompenses dans les années suivant sa sortie.
Bien que précédé par Dune II qui sort en 1992 et dont il reprend le principe, Warcraft: Orcs and Humans est fréquemment cité comme un des précurseurs du genre notamment du fait de son influence sur les titres développés par Blizzard Entertainment à la fin des années 1990. Sortie en 1995, sa suite Warcraft II: Tides of Darkness fut un solide succès critique et commercial. Sorti en 1998, StarCraft reprend le principe des premiers Warcraft dans un univers futuriste. Celui-ci (et son extension StarCraft: Brood War) reste à ce jour le jeu de stratégie sur PC le plus vendu au monde et contribua fortement au développement de l'e-sport dans les années 2000.

## Trame

### Univers
Warcraft: Orcs and Humans prend place dans un monde imaginaire de type médiéval-fantastique créé par Blizzard Entertainment et inspiré des univers de Warhammer, de Donjons et Dragons et du Seigneur des anneaux,. L'histoire retrace l'invasion du royaume humain d'Azeroth par les orcs venus de la planète Draenor.

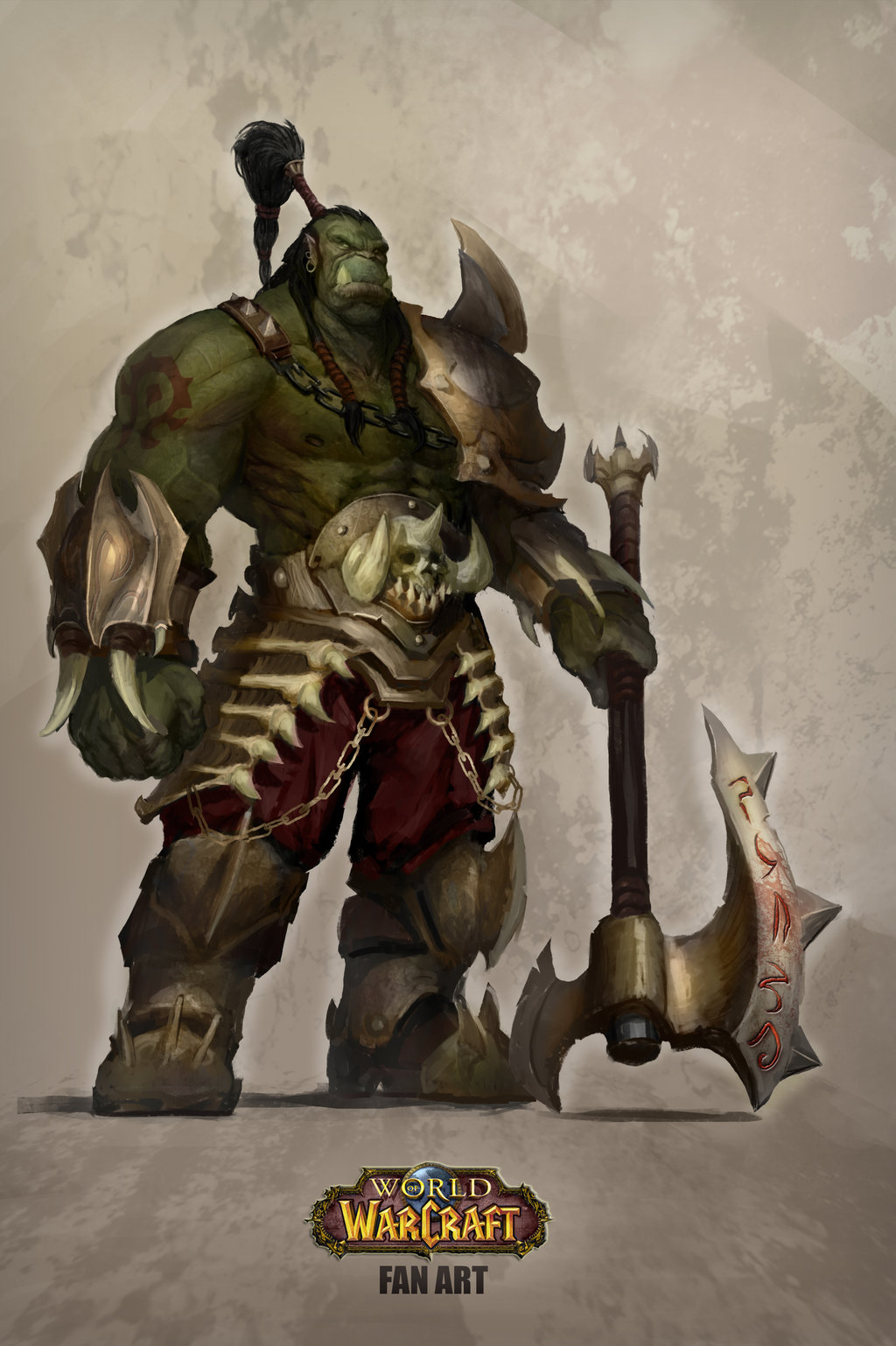
Un Orc (fan art de Lucas Salcedo).

La horde des orcs est un peuple de guerriers divisé par de nombreuses querelles entre clans. Leurs puissants sorciers se consacrent à des recherches occultes qui finissent par porter leurs fruits le jour où ils découvrent une faille débouchant sur un Eden. Après plusieurs années de recherche, ils réussissent à créer un portail entre les dimensions et partent explorer l'autre monde. Celui-ci est nommé Azeroth. Les sorciers orcs décident d'élargir le portail et envoient une escouade de sept guerriers pour massacrer les habitants d'un village humain, confirmant ainsi que ceux-ci sont sans défense. Les orcs multiplient les attaques et les pillages jusqu'à atteindre la principale forteresse d'Azeroth. Cependant les humains ont déjà commencé à organiser leur défense, et leurs chevaliers lourdement armés aidés par de puissants magiciens parviennent à repousser la horde jusqu'au portail sans toutefois réussir à découvrir celui-ci.
Durant les cinquante années suivantes, les orcs ne traversent plus le portail. Cependant un de leurs chefs de guerre, d'une exceptionnelle clairvoyance, se rend compte que les humains n'ont obtenu la victoire que grâce à l'utilisation de tactiques avancées, une organisation sans faille et une magie puissante. Il décide d'unifier la horde et d'imposer à ses guerriers une discipline de fer. Il fait également appel aux puissants sorciers de Draenor et décide qu'il est temps d'attaquer une nouvelle fois le royaume d'Azeroth.

### Scénario
Warcraft: Orcs and Humans retrace les événements de cette seconde tentative d'invasion du royaume d'Azeroth. Le joueur peut choisir de contrôler les orcs ou les humains dans deux campagnes distinctes et indépendantes qui retracent l'invasion (par les orcs) ou la défense (par les humains) du royaume d'Azeroth,. Néanmoins, c'est la fin de la campagne des orcs qui s'inscrit dans la trame historique de la série et le scénario de Warcraft II: Tides of Darkness fait suite à la victoire des orcs sur les humains.

## Système de jeu
Warcraft: Orcs and Humans est un jeu vidéo de stratégie en temps réel (STR).
Contrairement à un jeu de stratégie comme les échecs, les joueurs ne jouent donc pas chacun à leur tour mais simultanément et en continu. Cet aspect introduit une contrainte de temps qui oblige le joueur à gérer les différents aspects du jeu (économie, création de troupes et combats) simultanément et aussi rapidement que possible,,. Le but d'une partie dépend du mode de jeu choisi par le joueur et consiste en général à détruire tous les bâtiments adverses mais les objectifs assignés dans les missions du mode campagne sont souvent différents. Pour gagner le joueur doit collecter des ressources qui lui permettent de développer sa base et de créer une armée capable de défaire l'armée adverse et de détruire sa base,.

### Économie
Warcraft: Orcs and Humans demande au joueur de collecter des ressources pour développer sa base et créer des troupes armées. Comme dans Dune II, le joueur dispose pour cela en début de partie d'un bâtiment principal appelé Hôtel de Ville et d'unités non-combattantes (communément appelés ouvriers ou péon) qui peuvent construire des bâtiments supplémentaires et rapporter à l'Hôtel de Ville l'or extrait des mines ou le bois coupé en forêt,,. En plus de stocker les ressources, l'Hôtel de Ville permet de créer des ouvriers supplémentaires. Construire une armée digne de ce nom peut nécessiter une très grande quantité de ressources et il donc est important d'augmenter rapidement le nombre d'ouvriers afin d'accélérer la collecte de l'or et du bois nécessaire au développement d'une base et à la fabrication des troupes armées. L'Hôtel de Ville permet enfin de construire des murs et les routes devant relier entre eux tous les bâtiments d'un joueur base. En plus de gérer la collecte de l'or et du bois, le joueur doit également gérer l'approvisionnement en nourriture de ses troupes. Il suffit pour cela de construire des fermes, un nombre de fermes insuffisant bloque la production d'unités supplémentaires,.

### Création de troupes
Pour produire des troupes armées, il faut au préalable construire les bâtiments prévus à cet effet. La caserne est le premier bâtiment militaire disponible et permet au joueur de créer toutes les unités de combat ne disposant pas de pouvoir magique. Cela inclut des unités d'infanterie des unités pouvant tirer à distance, des unités montant des animaux et enfin des unités de siège. En dehors de l'infanterie de base, toutes ces unités ne sont pas immédiatement disponibles dans la caserne et il est nécessaire de construire des bâtiments militaires plus avancés pour les débloquer,. Un joueur humain devra par exemple construire une écurie pour débloquer les chevaliers. La plupart de ces unités peuvent également être améliorées via des recherches disponibles dans certains bâtiments militaires. La forge permet par exemple d'améliorer les armes et les armures des unités comme les fantassins alors que l'écurie permet d'améliorer la vitesse des chevaliers,. Les lanceurs de sort comme les Clercs humains ou les Démonistes orcs sont produits dans des bâtiments spécifiques comme l'église (pour les Clercs) ou le grand crâne (pour les Démonistes). Ces bâtiments permettent également de rechercher des sorts : après que les recherches adéquates ont été faites, les Clercs peuvent par exemple soigner ou rendre invisible une unité alors que les Démonistes deviennent capables d'invoquer des araignées ou des démons,,.

### Combats
Comme dans Dune II, les combats de Warcraft: Orcs and Humans se déroulent en temps réel et ne font donc pas l'objet d'une phase de jeu spécifique. Le joueur peut contrôler ses unités individuellement ou par groupe pouvant inclure jusqu'à quatre unités. Chaque type d'unité possède des caractéristiques d'attaque, de défense et de vitesse déterminant sa puissance au combat et la manière dont elle doit être utilisée pour optimiser son efficacité. Les unités de mêlée comme les fantassins ou les chevaliers se caractérisent par exemple par une bonne défense et les dégâts qu'ils infligent à chaque coup sont aléatoires,. Les chevaliers disposent d'une vitesse et d'une attaque supérieures à celles des fantassins ce qui leur permet (ainsi qu'aux raiders, leurs équivalents chez les Orcs) d'atteindre et de tuer les unités adverses comme les catapultes avant que celles-ci ne fassent trop de dégâts,. Les unités comme les archers sont moins résistantes, mais grâce à leurs attaques à distance elles s'avèrent redoutables si protégées par une ligne de fantassins. Les unités de siège attaquent également à distance et peuvent faire de lourds dégâts de zone, mais leur lenteur les rend vulnérable. Un joueur peut séparer ses unités afin d'éviter qu'un tir de catapulte ne les touche toutes,. Les sorts ont également une grande importance dans les combats et peuvent faire pencher la balance en faveur d'un des joueurs s'ils sont utilisés correctement. Le sort de soin des clercs permet par exemple de soigner les unités blessées, et donc de les garder en vie plus longtemps, tandis que le sort d'invincibilité des nécromanciens peut être lancé sur une unité puissante, comme un démon, qui peut alors faire d'importants dégâts dans les lignes adverses sans être inquiété,.

### Interface

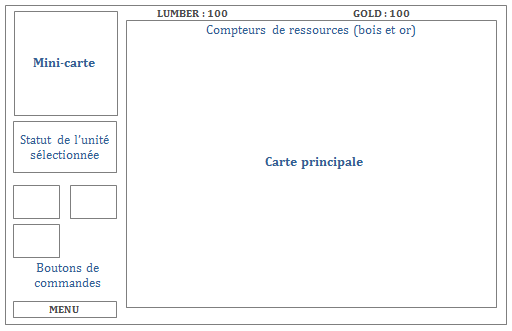
Schéma de l'interface graphique du jeu.

L'interface graphique de Warcraft: Orcs and Humans est basée sur le même principe que celle de son prédécesseur, Dune II. L'écran principal est divisé en plusieurs parties : la plus grande partie, sur la droite, est la partie du territoire sur laquelle le joueur opère que ce soit lors de la construction de sa base ou lors des combats. En haut à gauche se trouve ce qu'on appelle communément la mini-carte, qui correspond à une carte de l'ensemble du territoire pouvant être exploré par le joueur au cours de la partie. Les zones non explorées par le joueur sont cachées par un brouillard de guerre et apparaissent initialement en noir sur la carte principale et la mini-carte. Pour les visualiser, le joueur doit donc d'abord les explorer à l'aide de ses troupes. Tout en haut se trouvent également les compteurs de ressource qui indiquent la quantité de bois et d'or dont le joueur dispose.
Sélectionner une ou plusieurs unités fait apparaître dans la partie gauche de l'écran le statut de celles-ci, incluant un portrait de l'unité et sa barre de vie, ainsi qu'un certain nombre de boutons de commande qui permettent de donner des ordres à cette unité comme « attaquer » ou « rester en position ». De même, sélectionner un bâtiment fait apparaître des boutons de commande qui permettent de lancer la production d'unités ou la recherche d'une amélioration. Une barre, qui indique le degré d'avancement de l'action en cours, apparaît alors dans cette même zone. La sélection d'une seule unité ou d'un bâtiment se fait en cliquant dessus à l'aide de la souris. Le joueur peut également sélectionner jusqu'à quatre unités d'un coup en maintenant la touche Maj enfoncée lors de la sélection ou en effectuant un cliquer-glisser autour d'un groupe d'unités. Les autres commandes du jeu sont également accessibles en utilisant la souris mais peuvent aussi être activées à l'aide de touches du clavier. Pour faire attaquer une unité préalablement sélectionnée, le joueur peut ainsi soit cliquer sur l'icône correspondant soit appuyer sur la touche « A » du clavier avant de cliquer sur l'unité ou le bâtiment à attaquer,.

### Modes de jeu
Warcraft: Orcs and Humans dispose de deux modes de jeu différents. Le mode campagne consiste en une succession de missions de difficulté croissante dans lesquelles le joueur tente d'amener la race qu'il a choisie jusqu'à la victoire finale. Contrairement à Dune II, dans lequel l'objectif se limite généralement à récolter une certaine quantité de ressource, les missions de Warcraft disposent de véritables scénarios et sont relativement variées. Certaines consistent par exemple à délivrer des paysans capturés par des orcs, à tuer un nécromancien protégé par des démons et des élémentaires de feu ou encore à secourir puis reconstruire une base assiégée par l'ennemi,. Des missions écartent même l'aspect de production de troupes pour se focaliser sur la gestion des unités uniquement. La campagne prend place dans différents types d'environnements comme des forêts, des marécages ou des donjons et amène le joueur à affronter – en plus des unités de chaque camp – un bestiaire hétéroclite composé entre autres d'ogres, de squelettes ou d'araignées,. Le mode escarmouche permet de jouer contre l'Intelligence artificielle du jeu indépendamment des campagnes ou contre un autre joueur humain via un modem ou en réseau local. Dans ce mode les cartes sont générées de manière aléatoire et le seul objectif est de détruire l'ensemble des bâtiments adverses.

## Développement

### Début du projet
Si les premiers jeux incorporant des éléments de stratégie en temps réel comme Stonkers, The Ancient Art of War ou Herzog Zwei apparaissent dès les années 1980,, c'est la sortie de Dune II en 1992 qui pose définitivement les bases du genre,,. Le jeu connaît un certain succès mais aucun jeu de stratégie ne reprend les éléments de gameplay introduits par celui-ci au cours des deux années suivant sa sortie. C'est dans ce contexte que Silicon and Synapse (ancien nom de Blizzard Entertainment) décide de développer un jeu de ce type,.
Dune II rencontre en effet un certain succès auprès de plusieurs employés du studio qui y jouent régulièrement à leur pause de midi et après leur journée de travail. Bien qu’ils apprécient beaucoup le jeu, ils lui trouvent certains défauts auxquels ils jugent important de remédier. Ils regrettent notamment qu’il ne permette de jouer que contre l’ordinateur alors qu’ils jugent son gameplay en temps réel particulièrement adapté au jeu multijoueur. Ils décident donc de s’en inspirer pour créer un nouveau jeu disposant de cette fonctionnalité. Le studio travaille à l’époque au jour le jour et le projet débute donc sans réel travail sur la conception, la planification ou le budget.
Outre l’idée de réaliser un jeu de stratégie en temps réel s’inspirant de Dune II, le projet est également porté par une idée soumise par Allen Adham, le président de la société, lors d’une des fréquentes séances de brainstorming qui regroupent les employés du studio. Celui-ci propose à l’époque de réaliser une série de wargames, qui seraient publiés dans des boites blanches quasi identiques et sous le label Warcraft, avec un sous-titre présentant le contexte historique de chaque jeu, comme l’Empire romain ou la guerre du Viêt Nam. L’objectif de ces boites identiques aurait été de leur donner une place importante dans les rayons des distributeurs et de les rendre facilement reconnaissables, comme les jeux Gold Box basés sur Donjons et Dragons et publiés par Strategic Simulations. Ron Millar et Samwise Didier, deux des premiers artistes du studio, ne sont en revanche pas enthousiastes à l’idée de travailler sur des simulations historiques du fait de leur préférence pour les jeux de fantasy comme Warhammer et Donjons et Dragons. Lors d’une des réunions suivantes, ils proposent donc que le premier jeu de la série se déroule dans un univers fictif de high fantasy, peuplé d’orcs et d’humains, qui leur donnerait plus de liberté que le contexte historique initialement proposé. L’idée s’est ensuite imposée et le premier jeu de la série deviendra Warcraft: Orcs and Humans.

### Financement
Lorsque le développement de Warcraft  commence, quatre titres sur consoles 16 bits – The Lost Vikings 2, Blackthorne, Justice League Task Force et Death and Return of Superman – sont encore développés par Silicon and Synapse. Ces derniers sont réalisés pour le compte d’éditeurs de jeux vidéo comme Interplay et Sunsoft qui financent ces projets par l’intermédiaire d’une avance, versée au développeur en échange d'une redevance sur les ventes de ces jeux. Ces accords ne sont cependant pas à l’avantage du studio car les revenus dégagés grâce aux ventes du jeu ne permettent que rarement de rembourser les avances faites par les éditeurs. Afin de décrocher des accords plus avantageux, une des stratégies les plus communes à l’époque est d’autofinancer le développement d’un prototype, qui peut ensuite être soumis aux éditeurs avant de négocier un contrat, plus le jeu étant avancé, meilleur étant l’accord pour le développeur. C’est dans ce contexte que Silicon and Synapse décide d’autofinancer le développement de Warcraft  grâce aux avances versées par les éditeurs pour les autres titres alors en développement. Malgré ces avances, la trésorerie du studio reste relativement limitée et le développement débute donc avec une équipe très réduite. En parallèle, Silicon and Synapse autofinance le développement d’un autre titre, Games People Play, un jeu de mots croisés et d'autres jeux de lettres destinés à un public radicalement différent. La société souhaite en effet se diversifier en s’assurant de multiples sources de revenus plutôt que de se focaliser uniquement sur le cœur du marché du jeu vidéo. Le programmeur du jeu, Bob Fitch, n’est cependant pas motivé par un tel projet et Games People Play est finalement abandonné,. L’échec n’est cependant pas complet puisque la combinaison de ces deux titres, Warcraft et Games People Play, parvient à convaincre la direction de Davidson and Associates de racheter Silicon and Synapse en février 1994.
Davidson and Associates, une société de logiciel ludo-éducatif qui s’est fait connaitre grâce au succès du jeu de mathématiques Math Blaster, est en effet en pleine extension. Grâce à une bonne gestion et une stratégie agressive, la société s’est développée dans de nombreux domaines et cherche alors à se diversifier en investissant dans le secteur du jeu vidéo. Leurs premières tentatives de créer des jeux vidéo sont cependant un échec, ce qui convainc la direction qu’il serait plus judicieux de racheter un studio de développement expérimenté plutôt que de continuer à développer leurs propres jeux. Davidson and Associates rachète ainsi Silicon and Synapse, rebaptisé Blizzard Entertainment peu de temps après, en février 1994. Ce rachat renfloue les caisses du studio qui peut alors se consacrer au développement de ses propres titres plutôt que de chercher à obtenir des contrats avantageux auprès des éditeurs. Blizzard Entertainment peut ainsi recruter de nouveaux employés et allouer une partie de ceux déjà présents au développement de Warcraft, qui s’accélère alors considérablement.

### Equipe de développement
En septembre 1993, Allen Adham confie le développement de Warcraft à Patrick Wyatt et le nomme producteur et programmeur en chef du projet. Le développement débute avec une équipe réduite car celui-ci est autofinancé par Silicon and Synapse, dont la trésorerie reste à l'époque limitée. Patrick Wyatt commence donc seul à travailler sur le projet et se lance dans la programmation d'un moteur de jeu capable de reproduire les fonctionnalités de Dune II,. Les artistes du studio sont à l’époque occupés par d’autres projets et il ne peut donc bénéficier de leur aide. Pour réaliser une première version du jeu, il se base donc sur des screenshot et des artwork de Dune II.
Début 1994, le développement du jeu est suffisamment avancé pour justifier l’assignation de développeurs supplémentaires au projet. De plus, l’acquisition de Silicon and Synapse par Davidson and Associates en février 1994 renfloue les caisses du studio qui peut donc recruter de nouveaux employés et assigner une partie de ceux déjà présents au développement de Warcraft. Patrick Wyatt est alors rejoint par Ron Millar, pour superviser la conception, et par une petite équipe de programmeurs pour l’assister dans la création du moteur de jeu et des graphismes. Bien qu’initialement recruté en tant qu’artiste, Ron Millar a en effet fait ses preuves comme concepteur sur plusieurs projets, dont le jeu de plates-formes Blackthorne, et il est donc logiquement reconduit dans ce rôle pour le développement de Warcraft,. Bob Fitch est le premier programmeur à venir assister Patrick Wyatt dans le développement. À l’époque, celui-ci travaille en effet en tant que producteur et programmeur sur le jeu Games People Play mais son manque d’intérêt pour ce projet conduit finalement à son abandon, puis à son transfert dans l’équipe de développement de Warcraft. Ils sont ensuite aidés par Jesse McReynolds, qui programme un pilote réseau pour le protocole IPX afin de permettre de jouer en réseau local, et par Michael Morhaime, un des cofondateurs du studio, qui implémente notamment un mode mixte (entre mode protégé et mode réel) dans le pilote réseau destiné au jeu par modem. La direction artistique du projet est confiée à Samwise Didier du fait notamment de son travail de graphiste sur les précédents titres du studio et de son penchant pour les dessins d’inspiration médiéval-fantastique. Après avoir terminé les animations, les artworks et l’interface de Blackthorne, Stu Rose contribue lui aussi à la conception artistique de Warcraft pour lequel il réalise notamment les graphismes des tuiles de terrain de la carte. Il joue ensuite un rôle important dans la conception finale du jeu et contribue aussi au doublage de certaines unités, comme les paysans humains,. Il parvient également à convaincre Michael Morhaime de recruter un de ses amis, Bill Roper, qui rejoint l’équipe alors que le développement arrive à sa fin, afin notamment d’écrire le scénario, d’enregistrer les dialogues et de concevoir le manuel du jeu,. Enfin, la musique du jeu est composée par Gregory Alper dans un style rappelant l'œuvre de Gustav Holst,.

### Programmation

#### Création du moteur de jeu
Pour créer le moteur de jeu de Warcraft, Patrick Wyatt se focalise notamment sur la création de systèmes de rendu pour respectivement générer les graphismes de la carte à défilement latéral et des sprites représentants les unités du jeu. Il programme également un moteur de séquençage de ces sprites, afin d’animer les unités, et développe en séquentielle un dispatcher d’évènements, pour gérer les commandes de la souris et du clavier, et un dispatcher de jeu, pour gérer le comportement des unités. Il code enfin une grande partie de l’interface graphique du jeu pour permettre au joueur d’interagir avec les unités. Il termine ces différents sous-programmes en quelques semaines et il devient alors possible de tester le jeu en solo, bien qu’il n’ait pas encore intégré la possibilité de construire et de produire des unités. L’une des fonctionnalités les plus importantes qu’il implémente alors dans le jeu est la possibilité de sélectionner plusieurs unités en même temps. Dune II ne permet en effet que de sélectionner une unité à la fois, et nécessite donc de nombreux clics pour initier des combats d’envergure. La nécessité d’offrir la possibilité aux joueurs de sélectionner plusieurs unités lui semble donc une évidence pour améliorer le gameplay proposé dans Dune II. Pour cela, il s’inspire de la fonction de sélection en cliquer-glisser de logiciels de conception assistée par ordinateur, comme MacDraw et MacDraft, qu’il a précédemment utilisé lorsqu’il travaillait pour l’entreprise de conception de cave à vin de son père. Sa première implémentation de ce système dans le jeu permet de sélectionner un nombre illimité d’unités. Programmer un algorithme permettant à autant d’unités de trouver leur chemin en même temps se révèle cependant extrêmement compliqué et l’équipe de développement décide plus tard de limiter la sélection à seulement quatre unités afin également de pousser le joueur à faire attention au déploiement de ses unités plutôt que d’envoyer toutes ses unités au combat d’un coup. En dehors de ces nouvelles fonctionnalités, la première version du jeu ressemble donc énormément à Dune II.

#### Gestion de la mémoire
Alors que l’équipe qui travaille sur le jeu s’agrandit, le développement s’accélère mais ils découvrent également un problème qui bloque leur progression. Le jeu est en effet initialement développé dans le mode réel de DOS, qui ne permet de disposer que de 640 ko de mémoire, dont 120 ko sont déjà utilisés pour le système d’exploitation. Avec l’ajout de nouveau contenu au jeu – les unités, les décors et les artworks de l’interface – l’équipe ne tarde pas à atteindre cette limite et commence donc à chercher une solution à ce problème. Ils envisagent initialement d’utiliser l'astuce de la mémoire paginée, qui permet de débloquer une mémoire supplémentaire (l'Expanded Memory Specification), afin de s’affranchir de cette limite de 640 ko pour stocker les graphismes. Cette méthode se révèle cependant infructueuse et ils trouvent finalement une meilleure solution. Une société, la Watcom International Corporation, a en effet publié un compilateur de C (le compilateur Watcom C/C++) qui intègre un mode DOS étendu qui permet aux programmes d’être écrits en mode protégé et donc d’accéder à la mémoire étendue. Bien que cette solution nécessite de mettre à jour le code source du jeu, elle se révèle efficace et donne accès à suffisamment de mémoire pour stocker le contenu du jeu.

#### Code réseau
Pendant que Patrick Wyatt termine de programmer la logique du jeu (boucle d’évènement, dispatcher d’unités, recherche de chemin, intelligence artificielle, interface graphique, barre de statut, code réseau de haut niveau…) afin de le rendre fonctionnel, les autres programmeurs du studio travaillent sur son mode multijoueur. Jesse McReynolds code ainsi les routines réseau de bas niveau, destinés à transférer les paquets IPX à travers un réseau local, en s’inspirant du code de Doom. Ces routines ne sont composées que de quelques centaines de lignes de code en C et permettent aux jeux de communiquer avec les pilotes de la carte réseau afin d’assurer le transfert entre deux joueurs. De son côté, Bob Fitch développe le système qui permet aux joueurs de créer ou de rejoindre des parties multijoueurs. Grâce à l’expérience acquise lors du portage de Battle Chess de DOS à Windows, Patrick Wyatt est conscient que la bande passante des modems de l’époque est limitée et qu’elle n’est donc pas suffisante pour transférer la totalité de l’état d’une partie par le réseau. Pour passer outre ce problème, il choisit donc de ne transférer que les commandes de chaque joueur, qui sont ensuite exécutées simultanément. En juin 1994, après dix mois de développement, le code réseau est intégré à celui du moteur de jeu et, après avoir compilé le client du jeu et l’avoir copié sur un disque réseau, les développeurs peuvent lancer la première partie multijoueur de Warcraft. La partie est cependant rapidement entachée par un problème de désynchronisation, les actions des deux joueurs n'étant pas toujours interprétées de la même manière par les deux ordinateurs, puis par le plantage du jeu. L’équipe découvre alors de nombreux bugs de synchronisation qui se révèlent difficiles à corriger, au point qu’Allen Adham envisage un temps de publier le jeu sans mode multijoueur et d’ajouter celui-ci plus tard. Après plusieurs mois de travail acharné, ils parviennent finalement à faire fonctionner celui-ci juste à temps pour la sortie du jeu.

### Conception

#### Projet initial
Allen Adham, un des cofondateurs du studio, espère au départ obtenir les droits sur la licence Warhammer de Games Workshop afin d’augmenter les ventes du jeu grâce à la renommée de la franchise. Warhammer a donc profondément influencé la conception artistique de Warcraft. Le manque de tractation sur l’aspect commercial et le profond désir d’une majeure partie de l’équipe de développement de pouvoir créer leur propre univers ferme finalement les portes d’un accord avec les créateurs de Warhammer. L’équipe a en effet eu de nombreux soucis en travaillant avec DC Comics sur Death and Return of Superman et Justice League Task Force et ne souhaite pas rencontrer des problèmes similaires sur leur nouveau jeu.

#### Processus de conception
Le processus de conception de Warcraft et de manière plus générale, des premiers jeux développés par Blizzard Entertainment, n’est que peu formalisé et se révèle parfois chaotique. Si la conception du jeu est abordée lors de réunion dédiée, elle est le plus souvent discutée de manière informelle, dans les couloirs ou lors de la pause du midi par exemple,. Certaines fonctionnalités du jeu sont ainsi issues des documents de conceptions alors que d’autres sont implémentées dans le jeu au bon vouloir des programmeurs. De la même manière, certains artworks sont planifiés et réalisés méthodiquement alors que d’autres sont créés tard dans la nuit parce qu’un artiste vient d’avoir une idée géniale ou simplement parce qu’il souhaite tester quelque chose de différent. La conception du jeu ne relève ainsi pas uniquement du travail de quelques concepteurs dédiés mais s’appuient au contraire sur l’ensemble des employés du studio, au nombre de vingt au début du développement. En l’absence d’un processus formalisé et d'un document de conception unique, le design du jeu évolue donc tout au long de son développement. Certains éléments, dont le scénario et l’univers du jeu, sont ainsi imaginés dans les derniers mois du développement et lorsque Bill Roper est chargé d’enregistrer les dialogues d’introduction des missions, il découvre que le jeu est dépourvu de script et il doit donc les improviser au dernier moment,. Deux personnes, Ron Millar et Stu Rose, ont cependant joué un rôle prépondérant dans la conception en réalisant la synthèse de l’ensemble du processus. Ils esquissent ainsi l’univers et le scénario, spécifient les différents mécanismes de jeu, imaginent la manière dont fonctionne la magie et définissent les différentes missions ainsi que les noms des lieux du monde de Warcraft.

#### Système de production des unités
Dans les premières versions du jeu, les joueurs invoquent leurs unités sur le champ de bataille en tapant des lignes de codes dans la console de commande car il n’est alors pas possible de produire des unités par l’intermédiaire de l’interface graphique du jeu. Les développeurs réfléchissent donc à la manière dont doivent être produites les unités dans le jeu et étudient plusieurs solutions. Le système initialement retenu par Ron Millar s’appuie sur des fermes que le joueur doit construire et qui, comme dans Populous, produisent périodiquement des ouvriers (les paysans humains ou les péons orcs) qui peuvent ensuite récolter l’or, couper du bois et construire des bâtiments mais qui ne constituent pas de bons combattants. Ces ouvriers devaient ensuite être envoyés par le joueur dans des bâtiments militaires pour être formés et ainsi se transformer, après un certain temps, en un combattant. L’idée n’est cependant pas formalisée et continue d’être débattue et, alors que les programmeurs s’apprêtent à l’implémenter dans le jeu, Ron Millar et Allen Adham se rendent au Consumer Electronics Show de Chicago. Pendant leur absence, Stu Rose propose une approche différente sur cet aspect du jeu. Pour lui, le système proposé par Ron Millar pose en effet trop de problèmes d’implémentation et n’est pas adapté à un jeu de stratégie en temps réel. Ces derniers demandent en effet au joueur de prêter attention à de nombreux aspects en même temps – construire des bâtiments, récolter des ressources, créer des unités, explorer la carte et diriger les unités – et le système inspiré de Populous lui semble demander trop d’attention. Avec Patrick Wyatt, le programmeur chargé d’implémenté ce système, il décide donc finalement d’utiliser le système de production d’unités de Dune II, qu’ils jugent beaucoup plus simple et efficace. Ce nouveau système est immédiatement mis en œuvre par Patrick Wyatt et à leur retour, Ron Millar et Allen Adham sont ainsi mis devant le fait accompli,.

#### Brouillard de guerre
Une autre idée tirée d’un des prédécesseurs de Warcraft est celle du brouillard de guerre qui cache les unités et les bâtiments ennemis de la vue du joueur adverse. Les zones non explorées par le joueur apparaissent ainsi en noir sur la carte et le joueur doit donc les explorer à l'aide de ses troupes pour en gagner la vision. Cette fonction, conçue pour imiter le manque d’information qu’a un général des opérations et mouvements de l’ennemi, est inspiré du jeu de stratégie au tour par tour multijoueur Empire, conçu par Walter Bright, qui utilise le brouillard de guerre pour la même raison. Pour les développeurs de Warcraft, cet ajout a d’abord l’avantage de pousser le joueur à explorer la carte au début d’une partie, afin d’être prévenu d’une éventuelle attaque. Il permet également d'accroître l’excitation provoqué par le jeu en créant chez le joueur un sentiment de peur causé par l’absence d’information sur son ennemi.

#### Intelligence artificielle
Comme dans beaucoup de jeux de stratégie, l’intelligence artificielle de Warcraft est relativement faible et les développeurs doivent donc lui donner un certain nombre d’avantages afin d’offrir au joueur un défi d’une difficulté suffisante. Ainsi, dans la plupart des missions du jeu, la faction contrôlée par l’ordinateur se voit dotée dès le départ de villes et d’armées complètes afin d’affronter le joueur. En plus de cela, le jeu contient quelques règles asymétriques destinées à faciliter la tâche de l’intelligence artificielle. L’ordinateur peut ainsi voir à travers le brouillard de guerre et connait ainsi les actions du joueur dès le début d’une partie. Les développeurs ont également réduit la quantité d’or extrait des mines par l’ordinateur à chaque passage d’un ouvrier. Ainsi, lorsqu’un ouvrier ramène cent unités d’or à l’hôtel de ville de l’ordinateur, il n’en retire que huit de la mine alors que l’ouvrier d’un joueur humain en retire cent. Pour les développeurs, cette différence a deux intérêts. Elle permet d’abord d’empêcher le joueur de « faire la tortue », en se contentant de défendre, puisque la mine d’or du joueur se vide beaucoup plus vite que celle de l’ordinateur. Ensuite, elle permet également au joueur humain de pouvoir récupérer une mine d’or quasiment pleine après avoir détruit une base adverse ce qui, d’après les développeurs, rend le jeu plus rapide et plus amusant.

#### Idées abandonnées
De nombreuses idées proposées au début du développement ne sont finalement pas utilisées dans le jeu. Certaines sont abandonnées par le manque de temps impliqué par l’objectif de sortir le jeu pour noël 1994. D’autres sont mises de côté du fait de l’existence de meilleures alternatives ; car elles ne sont pas assez soutenues par les développeurs ; car les implémenter prendrait trop de temps ou de mémoires ; ou car elles ne sont tout simplement pas amusantes. Parmi les idées initialement proposées se trouvent notamment plusieurs bâtiments. Certains, comme l’Elven Fletcher (qui permet initialement d’améliorer les archers), n’ont qu’une utilité secondaire et leur fonction est finalement transférée à un bâtiment existant. D’autres, comme le Mason's Hall (requis pour les bâtiments en pierre) et le Dwarven Inn (qui augmente la production de pierre) sont abandonnés car les développeurs jugent l’idée d’une troisième ressource, la pierre, inutilement complexe. L’ajout d’une race non-jouable – comme les hommes-lézards, les hobgobelins ou les hobbits – est également envisagée avant d’être rejeté compte tenu du travail supplémentaire à fournir par les artistes pour les dessiner et les animer. En matière de gameplay, les développeurs envisagent également d’implanter une fonction « formation » qui permet aux unités de rester ensemble sur le champ de bataille. Celle-ci se révèle cependant difficile à mettre en œuvre. Toutes les unités d’une formation doivent en effet se déplacer à la même vitesse et elle doit avoir la capacité de « tourner » afin qu’un groupe hétérogène, par exemple composé d’infanterie et d’archer, garde la même organisation après un changement de direction. Ces contraintes complexifient la programmation et l’interface du jeu, ce qui la rend difficile à implémenter dans les délais impartis et pousse les développeurs à l’abandonner pour pouvoir se consacrer à des fonctionnalités plus importantes. Patrick Watt implémente néanmoins un système plus simple, permettant d’assigner des troupes à des groupes, associés aux touches 1 à 4 du clavier, mais dont les unités se déplacent de manière indépendante. Une autre idée des développeurs est d’inclure une unité, représentant le joueur, qui évolue au fur et à mesure de sa progression dans les campagnes du jeu. La possibilité de garder une unité d’une mission à l’autre pose cependant des problèmes d’équilibrages des missions aux concepteurs. Ils imaginent en effet qu’un bon joueur peut ainsi disposer d’un puissant avatar à la fin de chaque mission, ce qui rend les missions suivantes trop faciles, et qu’inversement, un débutant peut se retrouver avec un avatar trop faible à la fin d’une mission, ce qui rend les suivantes trop difficiles, voire impossibles. Compte tenu de ce problème, ils décident donc d’abandonner l’idée. Enfin, les développeurs envisagent également d’inclure des unités héroïques – comme le voleur, le barbare, la chasseuse ou le juggernaut – disposant de compétences spécifiques. Compte tenu des contraintes de temps, l’équipe doit cependant réduire de manière conséquente le nombre d’unités présentes dans le jeu et l’idée des héros est donc abandonnée.

#### Conception graphique
En matière de graphismes, les concepteurs prennent le parti d’utiliser une palette de couleurs criardes et un style proche des cartoons, à l’opposé du réalisme de la plupart des jeux de guerre de l’époque. Ce choix artistique s’explique d’abord par les précédentes expériences des artistes du studio, qui ont principalement travaillé sur des jeux destinés à la Super Nintendo et à la Mega Drive. Ces derniers nécessitent en effet d’utiliser une palette de couleurs contrastée afin de rendre les graphismes lisibles sur les écrans de télévisions dont l’affichage est à l’époque de moins bonne qualité que celui des écrans d’ordinateurs. Ce choix s’explique également par la volonté d’Allen Adham de proposer des graphismes adaptés à la majorité des joueurs qui, d’après lui, jouent dans un environnement lumineux. Il souhaite donc que les artistes du studio travaillent dans les mêmes conditions afin que les graphismes du jeu soit parfaitement lisibles dans un environnement lumineux et pas seulement dans le noir,,.

## Versions
Blizzard Entertainment publie une version de démonstration du jeu pendant l'été 1994. La version PC, fonctionnant sous DOS, du jeu est publié en novembre 1994 par Blizzard Entertainment en Amérique du Nord et par Interplay Entertainment en Europe,,. Le jeu est ensuite porté sur Macintosh en 1996. Il est plus tard réédité en France par le magazine Bestseller Games en 1997 et au Royaume-Uni par Sold-Out Software en 2002,.

## Accueil
| Warcraft: Orcs and Humans |      |       |
| Média                     | Nat. | Notes |
| Coming Soon               | US   | 91 %  |
| Computer Gaming World     | US   | 4/5   |
| Computer Player           | US   | 7/10  |
| Gen4                      | FR   | 92 %  |
| Joystick                  | FR   | 85 %  |
| PC Gamer UK               | RU   | 85 %  |
| PC Gamer US               | US   | 92 %  |
| Mac Gamer                 | US   | 92 %  |
| Rétrospective             |      |       |
| Abandonia                 | US   | 80 %  |
| AllGame                   | US   | 4,5/5 |
| Game Revolution           | US   | A     |
| Just Game Retro           | US   | 78 %  |
| Jeuxvideo.com             | FR   | 18/20 |

Malgré la publication d'une version de démonstration durant l'été 1994, le succès de Warcraft: Orcs and Humans n'est pas immédiat et il faut attendre plusieurs mois avant que la presse spécialisée ne s'y intéresse vraiment. Le jeu rencontre néanmoins un succès inattendu et ses ventes augmentent de manière constante jusqu'à dépasser largement celles des précédents titres du studio comme The Lost Vikings ou Rock N' Roll Racing,. En 1995 il se classe ainsi parmi les vingt titres sur CD-ROM les plus vendus, toutes catégories confondues et en un an, Blizzard Entertainment vend environ 400 000 copies du jeu.
Bien que la presse spécialisée ne s'intéresse au jeu que plusieurs mois après sa sortie, Warcraft: Orcs and Humans reçoit à l'époque un accueil plutôt positif. La revue Dragon le décrit ainsi comme étant « très amusant, passionnant et coloré », le magazine Gen4 le trouve aussi « captivant » que Dune II dont il reprend le concept en l'enrichissant d'un « cadre original et riche » et la revue Coming Soon juge qu'il serait « impardonnable de ne pas l'acheter »,,. Graphiquement le jeu est décrit comme « superbe, bourré d'animations réalistes » et comme reléguant Dune II au rang de « bon vieux souvenir ». Les critiques regrettent néanmoins que la version Mac du jeu n'exploite pas la résolution supérieure de ces terminaux même si la plupart sont d'accord pour dire que cela n'affecte pas la qualité du système de jeu,. L'interface est décrite comme étant « aussi efficace qu'une batterie de catapulte » grâce notamment à la possibilité de contrôler jusqu'à quatre unités simultanément. Le principal défaut mis en avant par les critiques concerne la faible intelligence artificielle des unités qui attaquent parfois sans qu'on leur en donne l'ordre pendant que d'autres continuent à ne rien faire,.
Les rétrospectives du jeu le considèrent souvent comme un clone de Dune II et comme ayant contribué, avec Command and Conquer, à populariser les jeux de stratégie en temps réel. Les sites GameSpot et IGN mettent notamment en avant l'introduction d'un mode multijoueurs, considéré comme une évolution majeure, et l'impact de ses successeurs, Warcraft II: Tides of Darkness et StarCraft, sur le genre,. Le site GameSpot fait cependant état de graves problèmes d'intelligence artificielle et de la difficulté qu'ont les unités à trouver leur chemin.
Le jeu fait partie des choix de la rédaction des magazines PC Gamer, Gen4 et Computer Life et en 1995 il est finaliste dans la catégorie jeux de stratégie de l'année pour les revues PC Gamer et Computer Gaming World ainsi que pour l'Académie des Sciences et Arts Interactifs. Le jeu reçoit également le prix de l'innovation décerné lors du Consumer Electronics Show,.

## Postérité
Les ventes de Warcraft: Orcs and Humans se révèlent suffisantes pour convaincre le propriétaire de Blizzard Entertainment, Davidson and Associates, d'autoriser le développement d'une suite appelée Warcraft II: Tides of Darkness qui sort en décembre 1995. Celle-ci reprend l'histoire d'Azeroth là où Warcraft: Orcs and Humans l'avait laissé et apporte de nombreuses améliorations au jeu que ce soit au niveau des graphismes, qui passent en SVGA, ou du système de jeu via des améliorations de l'interface, l'ajout d'unités navales et aériennes et une plus grande différenciation entre les races,. Avec plus de 1,2 million d'exemplaires vendus 9 mois après sa sortie, Warcraft II est alors le plus gros succès commercial en date de Blizzard Entertainment et devient le principal rival du jeu de stratégie en temps réel Command and Conquer développé par Westwood,. La rivalité entre les deux titres est aujourd'hui considérée comme ayant fortement contribué à populariser le genre,. Warcraft II: Tides of Darkness est complété en avril 1996 par une extension, Warcraft II: Beyond the Dark Portal, développée par Cyberlore Studios. La campagne de celle-ci introduit un système de héros posant les bases du gameplay de Warcraft III: Reign of Chaos.
À la suite du succès de Warcraft II, Blizzard Entertainment lance le développement d'un nouveau jeu de stratégie en temps réel appelé StarCraft reprenant le principe des premiers Warcraft en le transposant dans un univers futuriste. Celui-ci est au départ mal accueilli par les critiques qui le qualifie de simple « Warcraft dans l'espace » ce qui pousse le studio à retravailler le jeu, repoussant ainsi sa sortie jusqu'en 1998. L'introduction par Blizzard de contrastes beaucoup plus marqués entre les différentes factions du jeu, tout en maintenant un certain équilibre entre celles-ci, fit de StarCraft et de son extension StarCraft: Brood War un immense succès critique et commercial qui éclipsa la concurrence,. Le jeu fut souvent mis en concurrence avec Total Annihilation pour le titre de « meilleur jeu de stratégie en temps réel ». Avec plus de 10 millions de jeux vendus, StarCraft reste à ce jour le jeu de stratégie sur PC le plus vendu de tous les temps. Le succès du jeu fut particulièrement important en Corée du Sud où les meilleurs joueurs intègrent des équipes professionnelles et s'affrontent dans des compétitions dont les matchs sont diffusés à la télévision,.
Sortis respectivement en 2002 et 2003, Warcraft III: Reign of Chaos et son extension Warcraft III: The Frozen Throne rencontrent également un grand succès auprès des critiques et des joueurs grâce notamment à l'ajout d'un système de héros inspiré des jeux de rôle et de deux nouvelles factions,,. Le jeu connaît ainsi un important succès commercial avec 4,4 millions d'exemplaires mis en vente et un million de jeux vendus moins d'un mois après sa sortie. Il dépasse ainsi Diablo II et son extension et devient alors le jeu PC le plus rapidement vendu de tous les temps. Le 29 mai 2003, plus de 3 millions d'exemplaires de Warcraft III: Reign of Chaos avaient été vendues dans le monde.
Après trois épisodes de sa série de jeux de stratégie en temps réel, la franchise inclut le MMORPG World of Warcraft. Avec plus de 10 millions d'abonnés en 2008, celui-ci est un des jeux les plus populaires dans le monde,. La franchise Warcraft inclut également une série de romans dont le premier tome, Warcraft : Le Jour du dragon, a été publié en février 2001, ainsi que des bandes dessinées, des jeux de plateau et des jeux de cartes. Le jeu a également fait l'objet d'un film, baptisé Warcraft : Le Commencement, qui sort en mai 2016.